# Finestrelles Shopping Centre
Finestrelles Shopping Centre és un centre comercial ubicat a Esplugues de Llobregat, en la confluència de les tres zones viàries: Ronda de Dalt, l'avinguda Diagonal de Barcelona i carretera N-340 (anomenat carrer Laureà Miró en la trama urbana). La seva obertura es va produir el 28 de novembre de 2018, i la seva promoció i gestió va a càrrec del promotor i operador especialitzat d'origen belga Equilis, que opera en diversos països europeus, però no ho feia fins aquest moment a l'Estat espanyol. El complex consta d'un total de 39.250 metres quadrats, 21.500 dels quals dedicats a botigues i 2.200 a la restauració, que significa que va obrir amb un total de 103 locals (un 98% dels disponibles). El 36% dels nous negocis foren gestionats a l'inici per comerciants locals, sigui amb botigues pròpies o bé amb franquícies.
El projecte, que va significar una inversió de 120 milions d'euros per part de l'operadora, aspirava a rebre 8,5 milions de visitants a l'any i preveia crear 1.142 llocs de treball directes, 500 dels quals estava previst que procedissin de la borsa de treball municipal d'Esplugues de Llobregat i, en qualsevol cas, de la comarca del Baix Llobregat.
El 29 de novembre de 2019, coincidint amb un Black Friday, va inaugurar-s'hi la primera botiga física a Catalunya i segona a Europa d'Aliexpress, una plataforma de comerç electrònic d'origen xinès, amb una superfície de gairebé 1.000 metres quadrats i una inversió d'1 milió d'euros, a càrrec de la mateixa plataforma de comerç electrònic i d'unes 60 marques comercials internacionals, com ara Huawei, Xiaomi, Samsung o Cecotec. La inauguració de la botiga, que va ser un acte mediàticament rellevant amb presència d'autoritats destacades, com ara l'alcaldessa d'Esplugues de Llobregat, Pilar Díaz, el conseller delegat d'ACCIÓ, Joan Romero, i la directora general de Comerç de la Generalitat, Muntsa Vilalta. El responsable d'Aliexpress hi va destacar la voluntat de ser la “locomotora” del centre comercial.
També s'ubica a Finestrelles una residència d'estudiants de luxe amb 372 places, amb una inversió de 25 milions d'euros i gestionada per l'operadora especialitzada Livensa Living.
En matèria de sostenibilitat, el febrer de 2022 el centre comercial va obtenir la certificació BREEAM In Use (v. Declaracions Ambientals en el sector de la construcció), que s'atorga a edificis que aposten per una gestió respectuosa amb el medi ambient, com l'ús de fonts d'energia renovable o sistemes intel·ligents en la gestió de l'aigua. Finestrelles Shopping Centre ja comptava amb la certificació inicial BREEAM Nova Construcció.
El juny de 2022 es va fer pública la venda del centre comercial, per part de la promotora belga Equilis, al fons francès Frey per 127,5 milions d'euros. Es van donar a conèixer algunes dades com els més de sis milions de visitants durant el primer any de funcionament. Frey és també la propietària del centre comercial Parc Vallès de Terrassa des del 2018.